# 土屋逵直
土屋 逵直（つちや みちなお、万治2年（1659年） - 享保15年8月3日（1730年9月14日））は、江戸時代前期の旗本寄合。通称は主税、一般には土屋 主税（つちや ちから）として知られる。上総久留里藩主土屋直樹の嫡男。妻は甲斐庄正親の女。子に亮直、好直、友直、伊奈忠正室。

## 生涯
藩主世子としてゆくゆくは家督を継ぐことが期待されたが、父・直樹は逵直が20歳になっても将軍に御目見させず、他にも諸々の奇行や不行跡が重なり、延宝7年（1679年）8月に狂気を理由に改易された。それでも嫡男の逵直には、父祖の功績により、遠江周智郡で3千石が与えられ、以後土屋家宗家は旗本寄合席として幕末まで存続する。
この年の10月、逵直ははじめて登城して4代将軍家綱に拝謁。天和3年8月 （1683年）には御徒頭を拝命、同年12月には布衣を許された。元禄6年 （1693年）に御徒頭を辞した後は無役で、俳諧の宝井其角に師事して時折本所松阪町の自邸で連句の会を催す、風流旗本に徹した。
元禄14年（1701年）8月、土屋邸の隣に先に殿中で浅野長矩に刃傷に及ばれた前高家肝煎・吉良義央が越してきた。元禄15年12月14日（1703年1月30日）、赤穂事件が起こり、討ち入りを知るとすぐ、老中・土屋政直に通報した。
事件後に吉良邸は幕府預かりとされた。（のち複数の旗本・直参宅に分割となり葛飾北斎（小林央通のひ孫）も当地で生まれる）
正徳4年（1715年）12月、家督を嫡男の亮直に譲って隠居する。享保15年（1730年）に死去した。享年71。墓所は駒込大林寺にある。

## 家系
土屋家は「片手千人斬り」の逸話で知られる武田家の家臣・土屋昌恒の長男・土屋忠直を祖とする。忠直が生まれた年に昌恒は武田勝頼に殉じたが、徳川家康は土屋家が絶えるのを惜しんで忠直を召し出し、徳川秀忠の小姓に取り立てた。忠直は天正19年（1591年）、相模で3千石の知行を拝領したのを皮切りに出世し、慶長7年（1602年）に上総久留里藩2万石の大名となった。これが土屋家の宗家である。
この宗家は次の土屋利直の時に新井正済（新井白石の父）を召し抱えている。しかし次の土屋直樹に狂気の振る舞いあって久留里藩は改易となり、逵直は3000石の旗本寄合席として家名を存続した。
一方、利直の弟・土屋数直は元和5年（1619年）に3代将軍徳川家光の近習に取り立てたてられたの皮切りに漸次出世し、寛文2年（1662年）には若年寄に任じられ、都合1万石を知行して大名となった。分家に当たるこの家系は数直一代のうちに出世を繰り返し、最終的には常陸土浦藩4万5000石を領して老中になっている。さらに次の政直も5代将軍徳川綱吉に老中に任じられ、後に老中首座となっている。政直は老中として4代の将軍に仕え、加増を繰り返して最終的には9万5000石を領すに至っている。
```
土屋忠直 ━┳ 土屋利直 ━┳ 土屋直樹 ━━ 土屋逵直 ━┳ 土屋亮直
　　　　 　┃ 　　　　 　┣ 相馬忠胤 　　 　　　　 　┣ 土屋好直（政直養子）
　　　　 　┃ 　　　　 　┗ 土屋喬直 　　 　　　　 　┗ 土屋友直
　　　　 　┗ 土屋数直 ━━ 土屋政直 ━┳ 土屋昭直
　　　　 　　 　　　　 　　 　　　　 　┣ 土屋定直
　　　　 　　 　　　　 　　 　　　　 　┗ 土屋陳直 ━┳ 土屋寿直
　　　　 　　　　 　　 　　　　 　　 　　 　　　　 　┣ 土屋泰直 
　　　　 　　 　　　　 　　 　　　　 　　 　　　　 　┗ 土屋英直 ━━ 土屋寛直

```

## 赤穂事件と創作
講談や歌舞伎など「忠臣蔵」関連の題材では、赤穂浪士による吉良邸討ち入りが始まると、逵直は浪士たちからの申し状を聞き入れ、吉良家には加勢しないことを約束。逆に塀に沿って灯りを掲げ、その下には射手を侍らせ、堀を越えてくる者があれば誰であろうとも射て落とせと命じたという脚色がある。
これは、新井白石が逵直から聞き取った話を室鳩巣が書き綴った『鳩巣小説』に書かれているとされるが、信憑性に疑問が提示されている。
- 第一に、室鳩巣の著作には歴史的な誤りが多数あること[2]。
- 第二に、『鳩巣小説』以外に記述が無く、他のものは「鳩巣小説」からの引用、もしくは「赤穂義人録」のような鳩巣自身による別の著作であること。
- 第三に、「土屋家文書」のような一次資料に拠るものでは無く、所謂「又聞き」であり、しかも間接的かつ利害関係[3]にある人物からの伝聞であること。
- 第四に、その情報源である新井白石は、土屋氏により奉公構にされたため若年時代の白石は困窮しており、公正な第三者とは言い難いこと。
- 第五に、土屋家は不始末を理由に改易され、逵直の代から2万石の大名の地位を失い、3000石の旗本に転落していること。そのような立場の者が、公式には公儀が「主人の仇を報じ候と申し立て」、「徒党」を組んで吉良邸に「押し込み」を働いた」とした[4]赤穂浪士に加担する言動をとる（もしくは後年、加担したと「遺恨が残る相手」に語る）とは考えにくいこと。

などが指摘され、三田村鳶魚は土屋逵直が事件へ関与した可能性を否定している。
そして何よりも、新井白石本人の日記に、これほど大切なことがまったく記されてないのである。

### 史実の土屋氏
実際には、新井白石父子は延宝5年（1677年）に土屋家から追放されたため、貧困の中で苦学している。
赤穂義士による吉良邸討ち入りが始まると、土屋逵直は幕府に使者を出して事件を通報した。また、検使役人にも口上書を提出しており「暗かったので、はっきり確認できなかったが侵入者は五、六十人。いずれも火事装束のように見えた」等と述べている。
また、吉良邸と土屋邸は塀を挟んで直接隣接していたのではなく、両屋敷間には通路があるので、塀を乗り越えても土屋邸に落ちてくることはない。同様に、提灯を挙げても明かりは吉良邸に達しない。